# UFC 234
UFC 234: Adesanya vs. Silva（ユーエフシー・ツーサーティフォー：アデサンヤ・バーサス・シウバ）は、アメリカ合衆国の総合格闘技団体「UFC」の大会の一つ。2019年2月10日、オーストラリア・ビクトリア州メルボルンのロッド・レーバー・アリーナで開催された。

## 大会概要
本大会ではイスラエル・アデサンヤとアンデウソン・シウバによるミドル級戦が組まれた。

## 試合結果

### アーリープレリム
第1試合 バンタム級 5分3R
○  ジョナサン・マルチネス vs.  ウリジ・ブレン ×
3R終了 判定3-0（30-27、30-27、29-28）
第2試合 ライト級 5分3R
○  ジェイリン・ターナー vs.  キャラン・ポッター ×
1R 0:53 KO（右フック→パウンド）

### プレリミナリーカード
第3試合 バンタム級 5分3R
○  カン・ギョンホ vs.  石原夜叉坊 ×
1R 3:59（リアネイキドチョーク）
第4試合 フライ級 5分3R
○  カイ・カラ＝フランス vs.  ハウリアン・パイバ ×
3R終了 判定2-1（28-29、29-28、29-28）
第5試合 フェザー級 5分3R
○  シェーン・ヤング vs.  オースティン・アーネット ×
3R終了 判定3-0（30-27、30-27、30-27）
第6試合 ライト級 5分3R
○  デボンテ・スミス vs.  マー・ドンヒョン ×
1R 3:53 TKO（右ストレート→パウンド）

### メインカード
第7試合 ライトヘビー級 5分3R
○  ジミー・クルート vs.  サム・アルヴィー ×
1R 2:49 TKO（パウンド）
第8試合 女子フライ級 5分3R
○  モンタナ・デ・ラ・ロサ vs.  ナディア・カッセム ×
2R 2:37 腕ひしぎ十字固め
第9試合 バンタム級 5分3R
○  リッキー・シモン vs.  ハニ・ヤヒーラ ×
3R終了 判定3-0（30-27、30-27、30-25）
第10試合 ライト級 5分3R
○  ランド・バンナータ vs.  マルコス・ロサ・マリアーノ ×
1R 4:55 キムラロック
第11試合 ミドル級 5分3R
○  イスラエル・アデサンヤ vs.  アンデウソン・シウバ ×
3R終了 判定3-0（29-28、30-27、30-27）

### 各賞
ファイト・オブ・ザ・ナイト： イスラエル・アデサンヤ vs. アンデウソン・シウバ
パフォーマンス・オブ・ザ・ナイト： モンタナ・デ・ラ・ロサ、デボンテ・スミス
各選手にはボーナスとして5万ドルが授与された。

### カード変更
負傷などによるカードの変更は以下の通り。